# Hugo Boucheron

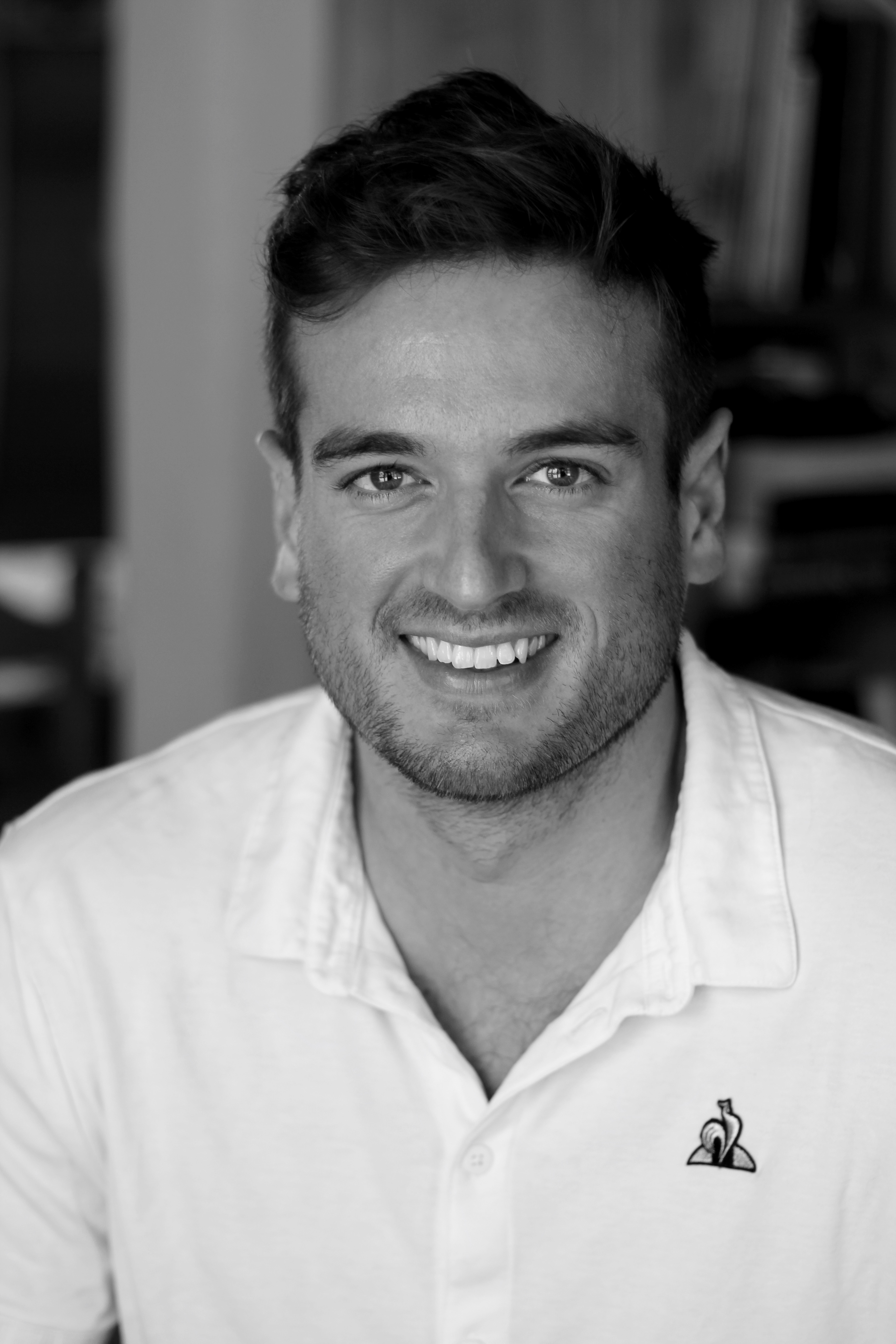
Hugo Boucheron (2018)

Hugo Boucheron (* 30. Mai 1993 in Lyon) ist ein französischer Ruderer und Olympiasieger.

## Karriere
Boucheron belegte 2010 mit dem Achter den elften Platz bei den Junioren-Weltmeisterschaften, bei den Junioren-Weltmeisterschaften 2011 belegte er zusammen mit Alberic Cormerais den zweiten Platz im Doppelzweier. 2013 ruderten Cormerais und Boucheron auf den achten Platz bei den Europameisterschaften. Bei den U23-Weltmeisterschaften 2013 saßen beide im Doppelvierer und belegten den fünften Platz. 2014 ruderte Boucheron im Doppelvierer auf den neunten Platz bei den Europameisterschaften, bei den U23-Weltmeisterschaften startete er im Einer und belegte den 17. Platz. Ende der Saison 2104 belegte Boucheron mit dem französischen Doppelvierer den neunten Platz bei den Weltmeisterschaften in Amsterdam.
2015 bildete Boucheron einen Doppelzweier mit Matthieu Androdias. Die beiden gewannen die Silbermedaille bei den Europameisterschaften. Mit einem sechsten Platz bei den Weltmeisterschaften vor heimischem Publikum qualifizierten sich die beiden auch für die Olympischen Spiele 2016. Nachdem die beiden den siebten Platz bei den Europameisterschaften 2016 belegt hatten, erreichten sie bei der Olympischen Regatta 2016 in Rio de Janeiro das A-Finale und wurden schließlich Sechste.
2017 belegte Boucheron bei den Europameisterschaften den vierten Platz im Einer. Bei den Weltmeisterschaften erreichten Androdias und Boucheron den sechsten Platz im Doppelzweier. 2018 gewannen die beiden die Titel bei den Europameisterschaften in Glasgow und den Weltmeisterschaften in Plowdiw. Nach einem sechsten Platz bei den Europameisterschaften 2019 belegten die beiden den neunten Platz bei den Weltmeisterschaften. 2021 siegten sie bei den Europameisterschaften in Varese. Bei den Olympischen Spielen in Tokio gewannen die Franzosen die Goldmedaille mit 0,2 Sekunden Vorsprung auf die Niederländer Melvin Twellaar und Stef Broenink.
2022 verfehlte Boucheron im Weltcup zweimal das A-Finale im Einer. Bei den Weltmeisterschaften in Račice u Štětí siegten Boucheron und Androdias im Doppelzweier vor den Spaniern und den Australiern. Nach einem achten Platz bei den Europameisterschaften 2023 in Bled und einem zehnten Platz bei den Weltmeisterschaften 2023 in Belgrad belegten Boucheron und Androdias 2024 den achten Platz bei den Olympischen Spielen in Paris.